# Боббі Фаррелл
Роберто Альфонсо («Боббі») Фаррелл (нід. Bobby Farrell, 6 жовтня 1949, Сінт-Ніколас, Аруба — 30 грудня 2010, Санкт-Петербург, Росія ) — діджей, танцюрист, бек-вокаліст, найбільш відомий як учасник групи Boney M.

## Біографія

### Життя і творчість
Боббі покинув острів Аруба в 15 років, щоб стати моряком. Після трьох років морської служби він деякий час жив у Норвегії, потім — у Нідерландах, де і почав свою музичну кар'єру в ролі діджея. Широку популярність Боббі отримав після переїзду в Німеччину, яка відкривала більші перспективи для талановитої молодої людини його професії.
Чутки про талановитого карибського музиканта, що розігрівав аудиторію своїм екзотичним стилем танцю, поширилися досить швидко. Його незвичайна харизматичність, пластика й здатність примусити людей навколо танцювати привернули увагу кастинг-агента Каті Вульф, що в той момент підбирала новий склад для диско-групи Boney M.

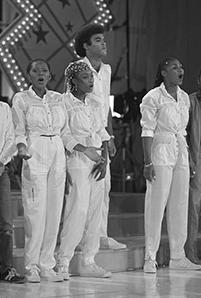
Б. Фаррелл з Boney M, 1981

Боббі виявився єдиним чоловіком в колективі, і на перших порах виступав тільки в ролі танцюриста — він неодноразово зізнавався, що, попри величезну любов до музики й почуття ритму, він геть не вміє співати. Продюсеру гурту Френку Фаріану доводилося самому записувати чоловічі партії в піснях. Однак на live-концертах Боббі співав наживо.
В 1981 році він на деякий час покинув колектив, зайнявся сольною кар'єрою. Проте публіка вже не представляла його поза складом прославленої групи. На початку 1985 року Фаріан повернув його в Boney M., попутно випустивши новий сольний сингл «King of Dancin'».
У 1986 році було офіційно оголошено про завершення проєкту, проте аж до 1989 року музиканти періодично возз'єднувалися для промотурів на підтримку нових ремікс-компіляцій. Починаючи з 1990 року Боббі гастролював зі своїм персональним шоу Boney M. featuring Bobby Farrell. Аж до 2010 року він продовжував періодично випускати власні версії хітів Boney M., а також нові сольні записи. Останнім прижиттєвим синглом виконавця став «Bamboo Song» (2010), який мав успіх в Японії.
На початку 2011 року планувався вихід нового сольного альбому, записаного спільно з молодим шведським продюсером Андерсом Вретовом (Anderz Wrethov).
Боббі Фаррелл також виступив в ролі танцюриста у відеокліпі Роджера Санчеса «Turn on the music».
Деякий час Фаррелл був одружений з югославською фотомоделлю. Їх дочка Занілья Фаррелл стала виконавицею хіп-хопу.

### Останні роки життя
В останні роки Боббі Фаррелл жив у місті Амстердам.
У 2010 році під час новорічного виступу в ресторані «Гімназія» в Санкт-Петербурзі на корпоративному святі компанії «Газпром соцінвест» 61-річний музикант відчув себе погано.
29 грудня о 22:45 Фаррелл зайшов у свій одномісний номер № 707 в готелі Амбассадор.
30 грудня близько 10 ранку учасники групи «Boney M.», що перебували на гастролях, стурбовані відсутністю Б. Фаррелла, звернулися до співробітника готелю, який відкрив електронним ключем двері в номер, де виявив його тіло в ліжку. Органами слідчого комітету по Санкт-Петербургу проведена дослідча перевірка за фактом виявлення трупа в номері готелю «Амбассадор». Причиною смерті стала зупинка серця.
8 січня він був похований на кладовищі «Зорхфлід» в голландському місті Амстелвен.

## Дискографія
Дискографія Boney M. і:
Сингли
- 1982 — Polizei / A Fool In Love
- 1985 — King OF Dancing / I See You
- 1987 — Hoppa Hoppa / Hoppa Hoppa (Instrumental)
- 1991 — Tribute To Josephine Baker
- 2004 — Aruban Style (Mixes) S-Cream Featuring Bobby Farrell
- 2006 — The Bump EP
- 2010 — Bamboo Song

### Bobby Farrell's Boney M. / Boney M. Featuring Bobby Farrell / Bobby Farrell Featuring Sandy Chambers
- 2000 — The Best Of Boney M. (DVMore)
- 2001 — Boney M. — I Successi (DVMore)
- 2001 — The Best Of Boney M. (II) (compilation)
- 2001 — The Best Of Boney M. (III) (compilation)
- 2005 — Boney M. — Remix 2013 (featuring Sandy Chambers) (compilation) (Crisler)
- 2007 — Boney M. — Disco  (compilation)